# Phodoryctis stephaniae
Phodoryctis stephaniae là một loài bướm đêm thuộc họ Gracillariidae. Nó được tìm thấy ở Nhật Bản (Honshū, Shikoku và quần đảo Ryukyu), Nepal và Đài Loan.
Sải cánh dài 5.8-8.1 mm.
Ấu trùng ăn Stephania species, bao gồm Stephania japonica. Chúng có thể ăn lá nơi chúng làm tổ.